# Ananthura luna
Ananthura luna là một loài chân đều trong họ Antheluridae. Loài này được miêu tả khoa học năm 1966 bởi Schultz.